# Vattusaari (ö i Päijänne-Tavastland)
Vattusaari är en ö i Finland. Den ligger i sjön Vanjärvi och i kommunen Gustav Adolfs i den ekonomiska regionen  Lahtis ekonomiska region  och landskapet Päijänne-Tavastland, i den södra delen av landet, 170 km norr om huvudstaden Helsingfors. Öns area är 1,4 hektar och dess största längd är 150 meter i nord-sydlig riktning.